# Da Funk
«Da Funk» — песня группы Daft Punk, первоначально выпущенная как сингл в 1995 году, а затем включенная в их дебютный альбом Homework (1997). Данная композиция и сопровождающий её музыкальный видеоклип, снятый Спайком Джонзом, считаются классикой хаус-музыки 1990-х годов.

## Предыстория
«Da Funk» был первоначально выпущен как 12-дюймовый сингл в 1995 году под лейблом Soma Quality Recordings. Издание было ограничено тиражом в 2000 экземпляров и «практически игнорировалось» согласно материалам журнала Muzik в то время. Сингл получил рост популярности, когда группа The Chemical Brothers включили его в свои живые выступления. Впоследствии, песня этого британского дуэта «Life Is Sweet» была ремикширована Daft Punk для сингла в августе 1995 года.
Daft Punk в конце концов подписали контракт с Virgin Records в конце 1996 года после спора между несколькими лейблами. «Da Funk» был переиздан лейблом с B-стороной «Musique», треком, который позже появился на сборнике Musique Vol. 1 1993–2005. Дебютный альбом дуэта Homework включает в себя «Da Funk», а также перевернутую версию под названием «Funk Ad». Daft Punk выразили желание сбалансировать альбом, равномерно распределяя треки по каждой из четырёх виниловых сторон.
«Da Funk» разошелся тиражом 30 000 экземпляров в 1997 году. Французский клубный журнал Coda назвал его синглом номер один с 33 процентами голосов[уточнить]. В сентябре 2010 года журнал Pitchfork Media включил песню под номером 18 в свои 200 лучших треков 90-х годов В 2011 году песня была показана в видеоиграх Top Spin 4 и Just Dance 3 от компании Ubisoft. В 2012 году английское музыкальное издание NME внесла песню в список 100 лучших песен 1990-х под номером 8.

## Создание
В интервью Фредерику Строджу для шведского журнала Pop #23 Т. Бангальте рассказал, что «Da Funk» был сделан после прослушивания американского Джи-фанка в течение нескольких недель:
«Это было примерно в то время, когда был выпущен „Regulate“ Уоррена Джи, и мы хотели сделать что-то похожее на гангста-рэп и попытались как можно больше приглушить наши звуки. Однако „Da Funk“ никто никогда не сравнивал с хип-хопом. Мы слышали, что барабаны звучат как у Queen и The Clash, мелодия напоминает Джорджио Мородера, а синтезаторы звучат как электро и так далее. Однако никто не согласен с нами, что это звучит как хип-хоп».
Основным семплом изначально был звуком сирены, но был изменён, чтобы отразить эстетику «гангста-рэпа», которую они пытались достичь. Басовая линия была создана с помощью синтезатора Roland TB-303, купленным Бангальте в 1993 году. Он создал несколько шаблонов на синтезаторе заранее:
«Когда мы искали басовую линию, мы слушали некоторые из них, которые я уже запрограммировал, и взяли тот, который подошел лучше всего».

## Музыкальное видео
Музыкальное видео трека было снято режиссёром Спайком Джонзом под названием Big City Nights. Главным героем является Чарльз (Тони Максвелл), антропоморфной собаке со сломаной загипсовоной ногой и с костылем. Чарльз, который прожил в Нью-Йорке всего один месяц, показан гуляющим с бумбоксом, из которого громко играет «Da Funk». Его ковыляющая походка высмеивается парой детей. Ему отказывают, когда он пытается участвовать в общественном опросе. Его бумбокс раздражает торговца книгами на тротуаре, у которого Чарльз покупает роман в мягкой обложке под названием Ночи Большого Города. Затем Чарльз встречает женщину по имени Беатрис (Кэтрин Келлнер), которая когда-то была его соседкой по детству. Они договариваются поужинать вместе у неё дома, собираясь доехать на городском автобусе. Беатрис садится в автобус, но Чарльз поражается знаком, гласящим «С РАДИО НЕ ЗАХОДИТЬ». Поскольку он не может выключить свой бумбокс (у которого сломана/отсутствует кнопку громкости), он неохотно остается на автобусной остановке, а автобус уезжает с Беатрис.
Несмотря на то, что видео можно интерпретировать по-разному, Т. Бангальте заявил:
Здесь нет никакой истории. Это просто человек-собака, гуляющая с гетто-бластером по Нью-Йорку. Остальное не имеет смысла. Однако люди размышляют, о чём же здесь речь. О человеческой терпимости? Интеграция? Урбанизм? На самом деле никакого посыла нет. Когда-нибудь будет продолжение.

## Список композиций
| - CD сингл (8939202) 1. «Da Funk» (сторона A) — 5:33 2. «Musique» (сторона B) — 6:52 - 12" макси-сингл (Virgin 7243 8 93920 6 7) 1. «Da Funk» (сторона A) — 5:33 2. «Musique» (сторона B) — 6:52 - CD макси сингл (Virgin DPRO-12232) 1. «Da Funk» (Short Edit) — 2:41 2. «Da Funk» (Long Edit) — 3:48 3. «Da Funk» (LP Version) — 5:32 4. «Ten Minutes of Funk» — 10:08 5. «Call Out Hook» — 0:10 - 7" сингл (Virgin VSLH 1625) 1. «Da Funk» (Radio Edit) — 3:48 2. «Da Funk» — 5:33 | - 12" макси-сингл (Soma 025) 1. «Da Funk» (сторона A) — 5:28 2. «Rollin' & Scratchin'» (сторона B) — 7:26 - CD макси-сингл (Virgin 8385872) 1. «Da Funk» (Radio Edit) — 5:33 2. «Musique» — 6:52 3. «Ten Minutes of Funk» — 10:08 - 12" макси-сингл (Virgin 7243 8 38587 1 2) 1. «Da Funk» (Radio Edit) — 5:33 2. «Musique» — 6:52 3. «Ten Minutes of Funk» — 10:08 |

## Позиции в чартах
| Чарт (1996)                            | Высшая позиция |
| -------------------------------------- | -------------- |
| Австралия (ARIA)                       | 31             |
| Бельгия/Фландрия (Ultratop 50)         | 20             |
| Бельгия/Валлония (Ultratop 50)         | 9              |
| Belgium Dance (Ultratop)               | 14             |
| Финляндия (Suomen virallinen lista)    | 16             |
| Франция (SNEP)                         | 7              |
| Исландия (Íslenski Listinn Topp 40)    | 5              |
| Ирландия (IRMA)                        | 20             |
| Италия (FIMI)                          | 11             |
| Нидерланды (Single Top 100)            | 96             |
| Шотландия (Official Charts Company)    | 5              |
| Швеция (Sverigetopplistan)             | 33             |
| Великобритания (OCC UK Singles)        | 7              |
| США (Billboard Bubbling Under Hot 100) | 8              |
| США (Billboard Dance Club Songs)       | 1              |